# Praça Tim Maia

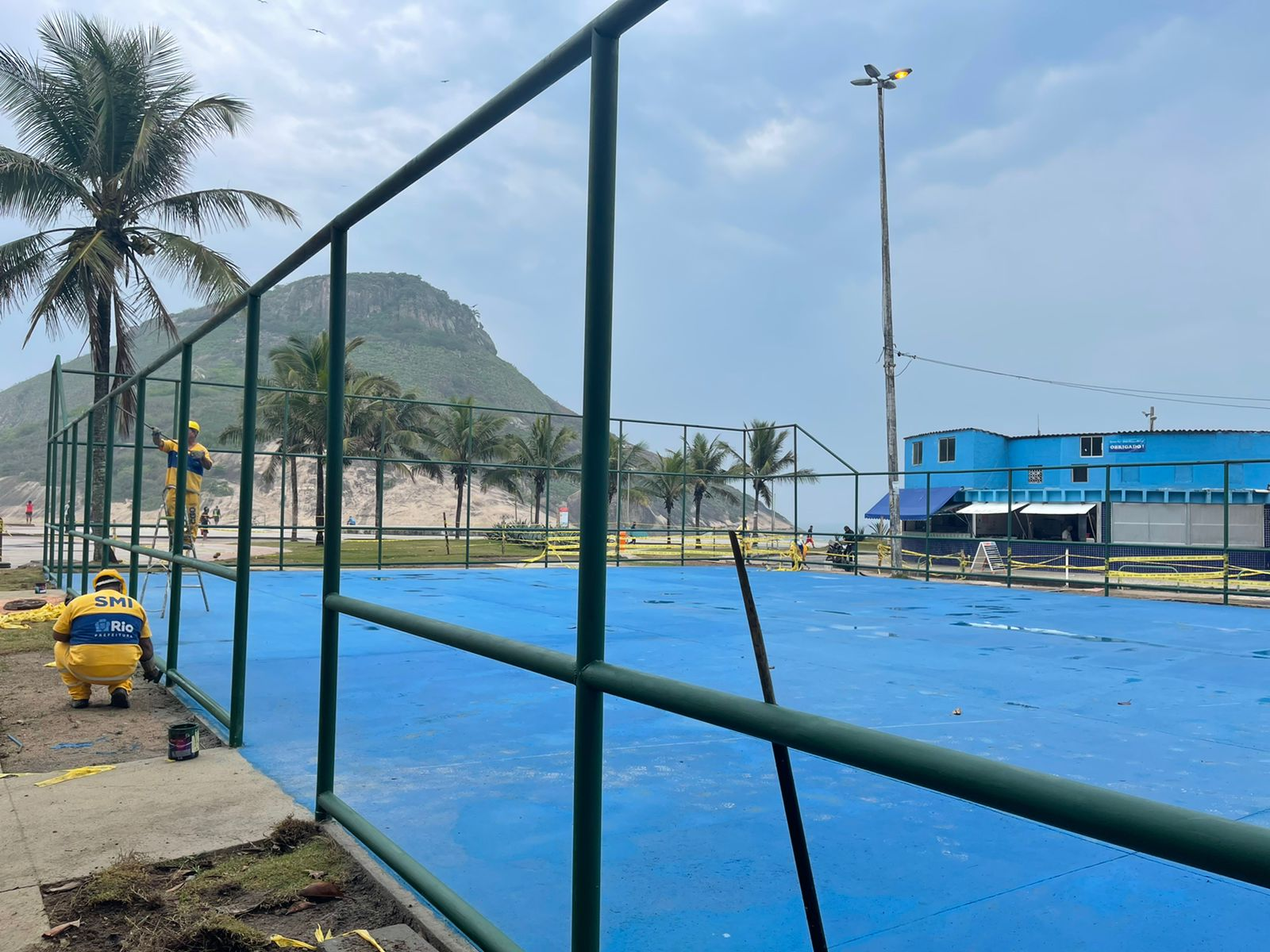
Praça Tim Maia durante obras de revitalização, em 2021.

A Praça Tim Maia, também conhecida como Praça do Pontal, é uma praça situada no bairro do Recreio dos Bandeirantes, na Zona Oeste da cidade do Rio de Janeiro. Localiza-se no encontro da Estrada do Pontal com a Avenida Lúcio Costa, entre a Praia do Pontal e a Praia do Recreio e próximo da Pedra do Pontal.
A praça foi inaugurada em 2002. Anteriormente, o espaço era ocupado por moradias. Em maio de 2021, o prefeito carioca Eduardo Paes e a secretária municipal de Infraestrutura Kátia Souza lançaram o projeto de revitalização da Praça Tim Maia. As intervenções consistiram: na implementação de dois novos parques infantis, uma academia de ginástica, uma quadra poliesportiva e um bicicletário; na reforma da pista de skate da praça, com instalação de guarda-corpo e substituição do pavimento; na reforma no Museu do Surfe, incluindo a construção de um deque de madeira para pequenos eventos; na implementação de iluminação de LED; em adequações de acessibilidade nos acessos à praça; e na revitalização do paisagismo. As obras foram estimadas em pouco mais de R$ 1 milhão.
O logradouro recebeu o nome Praça Tim Maia em homenagem a Tim Maia, um cantor carioca reconhecido como um dos maiores ícones da música no Brasil. Uma das músicas do repertório de Tim Maia, denominada "Do Leme Ao Pontal", faz menção à localidade do Pontal, onde a praça está situada.